# 哈荔田
哈荔田（1912年—1989年），男，回族，直隶（今河北）保定人，中国中医妇科专家，曾任天津市政协副主席，第六、七届全国政协委员。